# Трампедах, Курт
Курт Трампедах (дат. Kurt Trampedach; 13 мая 1943, Хиллерёд — 12 ноября 2013, Сар) — современный датский художник, скульптор и график.

## Жизнь и творчество
К. Трампедах поступил в 1963 году в Академию изящных искусств в Копенгагене, и в 1969 закончил своё обучение у профессоров графического искусства Дона Стеруп-Хансена и Сёрена Нильсена. В своём творчестве художник часто создавал произведения графики и живописи, проявил себя также как талантливый скульптор. В начальный период художник работал в традициях мастеров классической северной школы живописи (таких, как датчанин Вильгельм Хаммерсхой и норвежец Эдвард Мунк). В конце 1960-х годов в художественном творчестве К. Трампедаха произошёл поворот, он начал создавать свои произведения в стиле современных мастеров, его ориентиры теперь — швейцарец Альберто Джакометти, англичанин Фрэнсис Бэкон и американец Джордж Сегал.
Особенностью К. Трампедаха являются частые автопортреты, а также изображения его жены, являющейся для художника постоянной моделью. С 1979 года мастер жил и работал во Французской Басконии. В начале XXI века ателье Трампедаха сильно пострадало от пожара. В 2005 году французской полицией был арестован некий марокканец, сознавшийся в умышленном поджоге.

## Галерея
- kurttrampedach.com